# 푸자이라 클럽 스타디움
푸자이라 클럽 스타디움(Fujairah Club Stadium)는 아랍에미리트 푸자이라에 위치한 다목적 경기장이다. 현재 주로 축구 경기장으로 이용되며 푸자이라의 홈구장으로 사용된다. 수용 인원은 10,645명이다.